# جيمس الأول. فان ألين
جيمس الأول. فـان ألين هو قاضي وسياسي أمريكي، ولد في 31 ديسمبر 1772 في Kinderhook, New York ‏ في الولايات المتحدة، وتوفي بنفس المكان في 23 ديسمبر 1870. نشط حزبياً في الحزب الجمهوري الديمقراطي. وقد انتخب عضو جمعية ولاية نيويورك ‏ وانتخب عضو مجلس النواب الأمريكي ‏.